# Macroglossum clausa
Macroglossum clausa är en fjärilsart som beskrevs av Barend J. Lempke 1959. Macroglossum clausa ingår i släktet Macroglossum och familjen svärmare. Inga underarter finns listade i Catalogue of Life.